# Katsuya Tomita
Katsuya Tomita (富田克也), Kōfu, 18 d'abril de 1972, és director i guionista japonès.

## Biografia
Fill d'un funcionari i d'una mestressa de casa, Katsuya Tomita va interrompre els seus estudis l'any 2001 per crear el col·lectiu Kazoku amb els directors Toranosuke Aizawa i Yoshiko Takano.
Va fer diferents feines, com a treballador de la construcció o camioner per tal de finançar la seva primera pel·lícula Kumo no ue (2003) que va rodar en 8 mmdurant tres anys els caps de setmana amb amics. Gràcies a un premi obtingut per la pel·lícula, va rodar Kokudo 20gosen (2007) en 16 mm.
El 2008, Katsuya Tomita es llança al projecte Saudâji rodada a la seva vila natal de Kōfu. La pel·lícula es finança gràcies a les subscripcions dels seus habitants i tarda un any i mig per a la seva realització. Es va presentar al Festival Internacional de Cinema de Locarno de 2011 i després al Festival dels Tres Continents de 2011 on va guanyar el Montgolfière d'or a la millor pel·lícula. La seva pel·lícula següent Bangkok Nites, sobre el postcolonialisme, es roda a Tailàndia i Laos amb els actors locals. Fou presentada al Festival Internacional de Cinema de Locarno de 2016.
Tenzo va sortir el 2019 és un documental d'una hora, es presenta en una projecció especial durant la 58a Setmana de la Crítica al Festival de Canes i seleccionat durant el Festival de cinema japonès contemporani de Kinotayo
Al costat de Kōji Fukada i Ryūsuke Hamaguchi, Katsuya Tomita encarna una nova generació de cineastes japonesos.

## Filmografia
- 2003: Kumo no ue (雲の上)
- 2007: Kokudo 20gosen (国道20号線)
- 2011: Saudādji (サウダーヂ)
- 2016: Bankoku naitsu (バンコクナイツ)
- 2019: Tenzo (典座) (documental)

## Premis
- 2011: Premi de Cinema Mainichi al millor director per per Saudādji[13]
- 2011: Montgolfière d'or al Festival dels Tres Continents 2011 per Saudādji[10]